# Луций Калпурний Пизон Авгур
Вижте пояснителната страница за други личности с името Луций Калпурний Пизон.
Луций Калпурний Пизон Авгур (на латински: Lucius Calpurnius Piso Augur; † 24 г.) e политик и сенатор на ранната Римска империя в края на 1 век пр.н.е.

## Биография
Произлиза от клон Пизон на фамилията Калпурнии. Син е на Гней Калпурний Пизон (суфектконсул 23 пр.н.е.). По-малкият брат е на Гней Калпурний Пизон (консул 7 пр.н.е.).
Пизон е авгур и през 1 пр.н.е. става консул заедно с Кос Корнелий Лентул. Като суфектконсули тази година служат Авъл Плавций и Авъл Цецина Север. След консулата си Пизон е от 5 до 12 г. управител на провинция Азия.

## Фамилия
Жени се за Статилия Л. Пизонис, дъщеря на Тит Статилий Тавър (консул 26 пр.н.е.). Баща е на Калпурния.